# Vasil Kaptsiuch
Vasil Barysavitj Kaptsiuch (belarusiska: Васіль Барысавіч Капцюх) född den 27 juni 1967 i Molodetjno i Vitryska SSR i Sovjetunionen (nu Belarus) är en före detta friidrottare som tävlade i diskuskastning. Han är idag tränare.
Kaptsiuch deltog i vid VM 1991 där han tog sig vidare till finalen men lämnade återbud på grund av skada. Vid VM 1993 var han åter i final och slutade denna gång sjua efter att ha kastat 61,64. Hans första mästerskapsmedalj vann han vid VM 1995 då han blev trea med ett kast på 65,88. Bronsmedaljör blev han även vid Olympiska sommarspelen 1996 i Atlanta.
Vid VM 1997 tog han sig vidare till finalen men slutade där först på en elfte plats. Vid Olympiska sommarspelen 2000 noterade han sitt personliga rekord på 67,59 men trots detta blev han bara fyra. Han blev vidare sexa vid VM 2001 och vid VM 2003 slutade han åter trea denna gång efter att ha kastat 65,10.
Han deltog även vid Olympiska sommarspelen 2004 där han åter blev fyra. Hans sista stora mästerskap blev VM 2005 där han misslyckades att kvalificera sig till finalomgången.

Sonen Roman (1990–2011) var ett av offren i explosionen i Minsks tunnelbana 2011.